# RINT1
La proteína 1 que interactúa con RAD50 es una proteína que en humanos está codificada por el gen RINT1.  Este gen codifica una proteína identificada  por su capacidad para interactuar con la proteína de reparación de rotura de doble hebra RAD50, con la interacción resultante implicada en la regulación del ciclo celular y la longitud de los telómeros. Forma el complejo heterodimerico de factor de unión al núcleo (CBF) con CBFB.

## Interacciones
Se ha demostrado que RINT1 interactúa con Rad50 y ZW10.